# Phoeniculus purpureus
Phoeniculus purpureus là một loài chim trong họ Phoeniculidae.